# Ptilinopus mangoliensis
El tilopo de las Sula (Ptilinopus mangoliensis) es una especie de ave columbiforme de la familia Columbidae.

## Distribución geográfica
Es endémica de las selvas de las islas Sula (Indonesia).

## Estado de conservación
Está amenazada por la pérdida de hábitat.